# Hemnes
Hemnes est une kommune de Norvège. Elle est située dans le comté de Nordland.

## Localités
- Bjerka (66° 09′ 00″ N, 13° 50′ 00″ E)
- Bleikvasslia (65° 54′ 00″ N, 13° 49′ 00″ E)
- Finneidfjord
- Hemnesberget (66° 14′ 00″ N, 13° 38′ 00″ E)
- Korgen (66° 04′ 33″ N, 13° 49′ 20″ E)
- Sund (66° 12′ 00″ N, 13° 39′ 00″ E)